# Comuna Kovtunove, Șostka
Kovtunove (în ucraineană Ковтунове) este o comună în raionul Șostka, regiunea Sumî, Ucraina, formată din satele Bohdanka, Ciorni Lozî și Kovtunove (reședința).

## Demografie
Componența lingvistică a comunei Kovtunove
     Ucraineană (95,58%)
     Rusă (4,3%)
     Alte limbi (0,13%)
Conform recensământului din 2001, majoritatea populației comunei Kovtunove era vorbitoare de ucraineană (95,58%), existând în minoritate și vorbitori de rusă (4,3%).